# Semperella cucumis
Semperella cucumis är en svampdjursart som beskrevs av Schulze 1895. Semperella cucumis ingår i släktet Semperella och familjen Pheronematidae.
Artens utbredningsområde är havet utanför Indien. Inga underarter finns listade i Catalogue of Life.